# السبيل (عبس)

تعديل مصدري - تعديل

السبيل هي إحدى قرى عزلة مطولة بمديرية عبس التابعة لمحافظة حجة، بلغ تعداد سكانها 920 نسمة حسب تعداد اليمن لعام 2004.